# Spreading the Rage
Spreading the Rage — пятый студийный альбом немецкой группы Disbelief. Релиз вышел в свет в октябре 2003 года. Был записан в период с 12 мая по 1 июня на студии Stage One Studio с продюсером Энди Классеном и издан на лейбле Massacre Records по лицензии GSM — Grind Sydicate Media. Релиз альбома состоялся 21 октября 2003 года.
На песню «To The Sky» был снят клип, вошедший на видеосборник лейбла Nuclear Blast Monsters of Metal Vol. 2, а концертное видео на песню «Ethic Instinct» попало на Monsters of Metal Vol. 3.

## Список композиций
1. «The Beginning of Doubt (Intro)» — 01:37
2. «Ethic Instinct» — 03:21
3. «To the Sky» — 04:45
4. «No More Lies» — 06:08
5. «Spreading the Rage» — 04:25
6. «Inside My Head» — 04:37
7. «Death Will Score» — 03:26
8. «For Those Who Dare» — 04:05
9. «Addiction» — 04:35
10. «It’s God Given» — 05:31
11. «Drown» — 04:48
12. «Democracy» — 03:45
13. «Back to Life» — 05:45

## Участники записи
- Карстен Ягер — вокал
- Оливер Ленц — гитара
- Жан-Дирк Лёффлер — лид-гитара
- Йохен Транк — бас
- Кай Бергерин — ударные

## Рейтинги
- «ROCK HARD» — 10/10 points
- «LEGACY» — 14/15 points
- «HAMMER» — 6/7 points
- «ORKUS» — 9/10 points